# Avast Software
Avast Software s.r.o. è una società di software con sede a Praga. La società produce Avast, un diffuso programma antivirus. Il programma si presenta in una versione freeware per gli utenti domestici e in una versione con licenza shareware con molte altre caratteristiche.
Nel novembre 2003 ICSA Labs ha certificato Avast come rivelatore di un virus, ma non come ripulitore di infezioni, successivamente, Avast è passato ai più rigorosi test di Virus Bulletin e nei confronti con altri software commerciali ha ottenuto uno dei migliori tassi di successo.
Il 7 luglio 2016, la società rileva AVG Technologies, proprietaria del software AVG, per la cifra di 1,3 miliardi di dollari.
Il 19 luglio 2017, la società rileva Piriform, sviluppatore di CCleaner.
Il 10 agosto 2021, NortonLifeLock ha acquisito Avast.
Nel 2016, AVG aveva 600 dipendenti, $ 155 milioni di entrate annuali e 95 milioni di utenti. L'entità congiunta è diventata la più grande azienda di antivirus al mondo, con una stima del 20% del mercato. Esistevano installazioni Avast o AVG su 160 milioni di dispositivi mobili e 240 milioni di computer desktop. La nuova entità combinata incorpora la propria tecnologia in prodotti software combinati e ha sviluppato un nuovo programma di canali per commercializzarli a proprietari di piccole imprese. Qualche mese dopo, una società di private equity americana, TA Associates, acquistò una partecipazione del 25 percento in AVG per $ 200 milioni.
Avast ha oltre 435 milioni di utenti attivi mensili e la più grande quota di mercato tra i fornitori di applicazioni antimalware in tutto il mondo a gennaio 2018. La società ha circa 1 700 dipendenti nei suoi 25 uffici in tutto il mondo.
Avast è stata fondata da Pavel Baudiš e Eduard Kučera nel 1988 come cooperativa.

## Storia
Avast è stata fondata da Eduard Kučera e Pavel Baudiš nel 1988. I fondatori si sono incontrati presso l'Istituto di Ricerca per Macchine Matematiche in Cecoslovacchia. Hanno studiato matematica e informatica, perché il Partito Comunista di Cecoslovacchia avrebbe richiesto loro di unirsi al partito per studiare fisica. All'Istituto, Pavel Baudiš ha scoperto il virus di Vienna su un dischetto e ha sviluppato il primo programma per rimuoverlo. Successivamente, ha chiesto a Eduard Kucera di unirsi a lui nel cofondare Avast come cooperativa. Inizialmente la cooperativa si chiamava Alwil e solo il software si chiamava Avast.
La cooperativa fu trasformata in una società in nome collettivo nel 1991, due anni dopo la rivoluzione del velluto causò un cambio di regime in Cecoslovacchia. Il nuovo regime recise i legami con l'Unione Sovietica e riportò il sistema economico del paese in un'economia di mercato. Nel 1995, il dipendente Avast Ondřej Vlček scrisse il primo programma antivirus per il sistema operativo Windows 95. Negli anni '90 i ricercatori sulla sicurezza del Virus Bulletin, un'organizzazione di test di sicurezza IT, hanno assegnato ad Avast un premio in ogni categoria testata, aumentando la popolarità del software. Tuttavia, alla fine degli anni '90, la società stava lottando finanziariamente. Alwil ha respinto le offerte di acquisizione di McAfee, che concedeva in licenza il motore antivirus Avast.
Nel 2001, Alwil stava incontrando difficoltà finanziarie, quando si convertì in un modello freemium, offrendo gratuitamente un prodotto software Avast di base. Come risultato del modello freemium, il numero di utenti del software è cresciuto a un milione nel 2004 e 20 milioni nel 2006. L'ex dirigente di Symantec Vince Steckler è stato nominato CEO di Avast nel 2009. Nel 2010, Alwil ha cambiato il suo nome in Avast, adottando il nome del software e raccolto $ 100 milioni in investimenti in capitale di rischio. Il dicembre seguente, Avast ha presentato un'offerta pubblica iniziale, ma ha ritirato la sua domanda il luglio successivo, citando cambiamenti nelle condizioni di mercato. Nel 2012, Avast ha licenziato il servizio di supporto tecnico in outsourcing iYogi, dopo aver scoperto che iYogi utilizzava tattiche di vendita fuorvianti per convincere i clienti ad acquistare servizi non necessari. Nel 2013, Avast aveva 200 milioni di utenti in 38 paesi ed era stato tradotto in 43 lingue. All'epoca, la società aveva 350 dipendenti.
Nel 2014, CVC Capital ha acquistato una partecipazione in Avast per una somma non divulgata. L'acquisto ha valutato Avast in $ 1 miliardo. Più tardi nello stesso anno, Avast ha acquisito lo sviluppatore di app mobili Inmite per creare le app mobili Avast. Inoltre, nel 2014 il forum di supporto online di Avast è stato compromesso, esponendo 400 000 nomi, password e indirizzi e-mail. Entro il 2015, Avast deteneva la più grande quota di mercato per i software antivirus. Nel luglio 2016, Avast ha raggiunto un accordo per l'acquisto di AVG per $ 1,3 miliardi. AVG era una grande azienda di sicurezza IT che vendeva software per desktop e dispositivi mobili. Nel luglio 2017, Avast ha acquisito Piriform con sede nel Regno Unito per una somma non divulgata. Piriform è stato lo sviluppatore di CCleaner. Poco dopo è stato rivelato che qualcuno potrebbe aver creato una versione dannosa di CCleaner con una backdoor per gli hacker. Avast ha avuto la sua IPO alla Borsa di Londra a maggio 2018, che lo ha valutato a £ 2,4 miliardi ed è stato uno dei maggiori elenchi di tecnologia del Regno Unito.
Ondrej Vlcek ha assunto il ruolo di CEO e comproprietario di Avast nel luglio 2019. Il giorno dopo, ha cambiato la sua retribuzione annuale in $ 1 e ha garantito il compenso del suo direttore del consiglio di $ 100 000 in beneficenza.
Il 10 agosto 2021, NortonLifeLock (ex Symantec) ha annunciato l’acquisizione delle azioni di Avast, per più di 8 miliardi di dollari.

## Diffusione
Avast Software ha prodotto programmi sotto il marchio Avast per una vasta gamma di dispositivi tra i quali:
- PC e portatili Windows, per i quali offre un antivirus con quattro varianti: Free Antivirus, Internet Security, Pro Antivirus e Premier. Prodotti extra sono Cleanup, Secure Line VPN, Protezione Password e altri.
- Macintosh, per i quali non sono stati sviluppati antimalware, ma software che mirano a mantenere intatta l'incolumità della privacy, come Secure Line VPN e Free Mac Security;
- Dispositivi mobili Android che possono essere protetti con un antivirus di base, un software per il Cleanup e un Battery Saver;
- iPhone e iPad, equipaggiabili con Secure Line VPN e Protezione Password.

Avast sviluppa e commercializza prodotti di sicurezza IT aziendali e di consumo per server, desktop e dispositivi mobili. L'azienda vende sia la linea di prodotti Avast sia i prodotti acquisiti con il marchio AVG. Alla fine del 2017, la società aveva unito le linee di prodotti aziendali Avast e AVG e stava lavorando per integrare i dipartimenti aziendali di entrambe le società. Inoltre, Avast ha sviluppato prodotti software di utilità per migliorare la durata della batteria sui dispositivi mobili, ripulire i file non necessari su un disco rigido, trovare reti wireless sicure o creare una connessione VPN a Internet.
I software di sicurezza dei consumatori Avast e AVG sono venduti su un modello freemium, in cui le funzionalità di sicurezza di base sono gratuite, ma le funzionalità più avanzate richiedono l'acquisto di una versione premium. La versione gratuita è inoltre supportata da annunci pubblicitari. Inoltre, tutti gli utenti Avast forniscono dati su PC o dispositivo mobile ad Avast, che viene utilizzato per identificare nuove minacce alla sicurezza. La scansione antivirus, la pulizia del browser, un browser sicuro, la gestione delle password e le funzioni di sicurezza della rete sono fornite gratuitamente, mentre è necessario acquistare funzionalità firewall, antispam e di online banking. Secondo PC Pro, il software non "infastidisce" gli utenti in merito all'aggiornamento. Circa il 3% degli utenti di Avast paga per una versione premium (10% negli Stati Uniti).
La famiglia di prodotti aziendali Avast include funzionalità per la protezione degli endpoint, la sicurezza Wi-Fi, antivirus, protezione dell'identità, gestione delle password e protezione dei dati. Ad esempio, il prodotto desktop cercherà le vulnerabilità nella rete Wi-Fi ed eseguirà applicazioni sospette di avere hardware dannoso in una sandbox isolata. Avast Business Managed Workplace monitora e gestisce i desktop e valuta i protocolli di sicurezza in loco. L'azienda vende anche software di gestione per amministratori IT per distribuire e gestire installazioni Avast.

## Test indipendenti
PC Magazine ha assegnato al software antivirus gratuito Avast un punteggio complessivo di 8,8 su 10 e un punteggio di AVG di 8,4. La recensione afferma che Avast ottiene complessivamente buoni risultati di test di laboratorio e ha molte funzionalità, ma il suo gestore di password è un po' 'limitato. Nei test dell'istituto AV-TEST, Avast 2017 ha ricevuto sei punti su sei per protezione e usabilità e 3,5 punti per prestazioni. Una recensione nella Guida di Tom afferma che il prodotto antivirus Avast gratuito ha "una buona protezione da malware" e ha un ingombro ridotto sul sistema. La recensione afferma che Avast ha un set competitivo di funzionalità per un prodotto antivirus gratuito, ma le scansioni sono lente e spinge gli utenti a installare il browser Google Chrome.
Il prodotto antivirus Avast per utenti business ha ricevuto 4 su 5 da TechRadar nel 2017. Secondo la recensione, il software aveva buone caratteristiche, protezione, configurazione e "interfaccia eccellente", ma occupava troppo spazio sul disco rigido e non copriva dispositivi mobili. Secondo Tom's Guide, la versione mobile è economica e ricca di funzionalità, ma alcune funzionalità non sono affidabili o non funzionano come previsto. PC Magazine ha affermato che la versione mobile "ha quasi tutte le funzionalità di sicurezza che si possono desiderare" ma è stata difficile da usare.
AVG, che è stato acquistato da Avast nel 2016, ha generalmente ottenuto buoni risultati nei test di laboratorio. AV-Test Institute ha assegnato a AVG sei punti su sei per l'usabilità, 5,5 punti per la protezione e 5,5 punti per le prestazioni. Tuttavia, AVG ha ottenuto 81,05 nei test di laboratorio del Virus Bulletin, leggermente al di sotto della media. Il software è "molto bravo" nel rilevare malware, ma "deludente" nello screening antiphishing. Una recensione su Tom's Hardware ha dato al software AVG sette stelle su dieci. La recensione ha evidenziato che il software ha un ingombro ridotto del sistema e una buona protezione da malware, ma non ha un'opzione di scansione rapida e manca di molte funzionalità aggiuntive.
Avast è una delle aziende più testate e riceve premi nei test indipendenti e una nota di merito va alla sua filosofia del Antivirus gratuito che non significa scadente, anzi risulta essere uno dei più usati Antivirus gratuiti nel mercato della sicurezza informatica e anche uno dei più premiati.

## Raccolta e vendita dei dati degli utenti
Alla fine del 2019, è stato scoperto che le estensioni del browser Avast raccolgono dati utente dettagliati, inclusa la cronologia e il comportamento di navigazione, e li inviano a un server remoto. La scoperta ha portato alla rimozione temporanea delle estensioni con marchio Avast e AVG dagli store di estensioni di Google Chrome, Firefox e Opera.
Nel gennaio 2020, un'indagine congiunta di Motherboard e PCMag ha scoperto che anche i programmi Avast Antivirus e AVG AntiVirus stavano raccogliendo dati degli utenti, che venivano rivenduti tramite una consociata, Jumpshot. I documenti trapelati hanno mostrato che Avast si offriva di fornire ai propri clienti "Ogni ricerca. Ogni clic. Ogni acquisto. Su ogni sito." da 100 milioni di dispositivi compromessi. In risposta, Avast ha annunciato il 30 gennaio 2020 che Jumpshot avrebbe cessato le operazioni a causa del contraccolpo sulla privacy dei dati.
Sulla base delle informazioni emerse, l'11 febbraio 2020 l'Ufficio ceco per la protezione dei dati personali ha annunciato di aver avviato un'indagine preliminare.